# Лариангски дългопет
Лариангският дългопет (Tarsius lariang) е вид бозайник от семейство Дългопетови (Tarsiidae).

## Разпространение
Видът е разпространен в Индонезия.